# 木崎 (さいたま市)
木崎（きざき）は、埼玉県さいたま市浦和区の町丁。現行行政地名は木崎一丁目から木崎五丁目。住居表示実施地区。郵便番号は330-0042。本項では、関連する浦和区の大字である三崎（みさき）についても扱う。#三崎を参照。

## 地理
さいたま市浦和区の北西部に位置する。与野駅を最寄り駅とし、周辺地区と同様住宅地となっている。見沼田んぼも近く、比較的自然が豊かなエリアである。もとは下木崎村であった。

## 歴史
もとは江戸期より存在した武蔵国足立郡木崎領に属する下木崎村で、古くは同郡木崎領に属する江戸期の木崎村であった。木崎村の村高は「田園簿」では616石余（田290石余、畑325石余）であった。さらに古くは戦国期より見出せる足立郡のうちの郷村名の木崎郷であった。元禄年間頃に木崎村より下木崎村のほか、上木崎村、瀬ヶ崎村、駒場村が分村されたと見られる。下木崎村の村高は「元禄郷帳」では198石余、「天保郷帳」では下木崎新田を含めて548石余。助郷は中山道浦和宿に出役していた。化政期の戸数は38軒で、村の規模は東西7町余、南北6町余であった。
- 発足時は幕府領、以降変遷なし[5]。
- 1868年（慶応4年）6月19日 - 武蔵知県事・山田政則（忍藩士）の管轄となる。
- 幕末時点では足立郡木崎村であった。明治初年の『旧高旧領取調帳』の記載によると、代官大竹左馬太郎支配所が管轄する幕府領であった。正樹院の寺領も存在した[8]。
- 1868年（慶応4年）6月19日 - 武蔵知県事・山田政則（忍藩士）の管轄となる[9]。
- 1869年（明治2年） 
  - 1月13日 - 武蔵知県事・宮原忠英の管轄区域に大宮県を設置。県庁は東京府馬喰町に置かれる。
  - 9月29日 - 県庁が浦和に置かれ浦和県に改称。
- 1871年（明治4年）11月13日 - 第1次府県統合により埼玉県の管轄となる。
- 1879年（明治12年）3月17日 - 郡区町村編制法により成立した北足立郡に属す。郡役所は浦和宿に設置。
- 1889年（明治22年）4月1日 - 町村制施行により、上木崎村・下木崎村・駒場村・瀬ヶ崎村・針ヶ谷村・本太村・北袋村・木崎領領家村が合併し、木崎村が成立[6]。下木崎村は木崎村の大字下木崎となる。
- 1932年（昭和7年）4月1日 - 木崎村が谷田村とともに浦和町へ編入合併される[10]。浦和町の大字となる。
- 1934年（昭和9年）2月11日 - 浦和町が市制を施行し、浦和市となる[10]。同市の大字となる。
- 1956年（昭和31年） - 地内に埼玉県立浦和西高等学校が移転する。
- 1958年（昭和33年） - 一部が大宮市へ編入される[5]。
- 1969年（昭和44年） - 公営浦和下木崎第一住宅・第二住宅が建設される[5]。
- 1979年（昭和54年）3月31日 - 町名地番変更により、大字下木崎・大字三室の各一部および大字上山口新田から大字三崎が成立[11]（後述）。
- 1982年（昭和57年）8月1日 - 住居表示実施により、大字下木崎および大字三室の各一部から木崎一丁目 - 五丁目が成立[11]。また、大字上木崎および大字下木崎の各一部から大原一丁目 - 七丁目[11]および皇山町[11]が、大字下木崎と大字上木崎の飛地が多数あるエリアから瀬ヶ崎一丁目 - 五丁目が[11]、大字下木崎の一部を含む地区から上木崎（五丁目 - 八丁目）が成立。これにより大字下木崎は消滅する[11]。
- 2001年（平成13年）5月1日 - 浦和市・大宮市・与野市が合併し、さいたま市が発足。同市の町丁となる。
- 2003年（平成15年）4月1日 - さいたま市が政令指定都市に移行し、同市浦和区の町丁となる。

## 世帯数と人口
2021年（令和3年）2月1日時点の世帯数と人口は、以下のとおりである。
| 丁目       | 世帯数    | 人口    |
| ---------- | --------- | ------- |
| 木崎一丁目 | 577世帯   | 1,301人 |
| 木崎二丁目 | 756世帯   | 1,722人 |
| 木崎三丁目 | 288世帯   | 673人   |
| 木崎四丁目 | 753世帯   | 1,878人 |
| 木崎五丁目 | 918世帯   | 2,218人 |
| 計         | 3,292世帯 | 7,792人 |

## 小・中学校の学区
市立小・中学校に通う場合、学区（校区）は以下のとおりとなる。
| 丁目       | 区域                 | 小学校                 | 中学校                 |
| ---------- | -------------------- | ---------------------- | ---------------------- |
| 木崎一丁目 | 1 - 8番              | さいたま市立木崎小学校 | さいたま市立木崎中学校 |
| 木崎一丁目 | その他               | さいたま市立大東小学校 | さいたま市立木崎中学校 |
| 木崎二丁目 | 全域                 | さいたま市立木崎小学校 | さいたま市立木崎中学校 |
| 木崎三丁目 | 全域                 | さいたま市立木崎小学校 | さいたま市立木崎中学校 |
| 木崎四丁目 | 1 - 28番 31 - 最終番 | さいたま市立木崎小学校 | さいたま市立木崎中学校 |
| 木崎四丁目 | その他               | さいたま市立大東小学校 | さいたま市立木崎中学校 |
| 木崎五丁目 | 全域                 | さいたま市立大東小学校 | さいたま市立木崎中学校 |

## 交通

### 鉄道
地内に鉄道路線は通っていない。東日本旅客鉄道（JR東日本）京浜東北線の与野駅が最寄り駅である。また、北浦和駅行き、さいたま新都心駅行きの東武バスも主な交通手段である。

### 道路
- 埼玉県道1号さいたま川口線
- 埼玉県道65号さいたま幸手線（浦高通り）

## 施設
一丁目
- 下木崎保育園
- 浦和石橋公園

二丁目
- 木崎自治会館
- 青木信用金庫
- 下木崎児童公園
- 木崎二丁目公園

三丁目
- 埼玉県立浦和西高等学校
- 埼玉県警察本部分庁舎木崎
- 浄土宗正樹院
- 木崎三丁目公園

四丁目
- 木崎公園
- 立葉公園

五丁目
- 木の実幼稚園
- 御室神社
- 秋葉神社

## 三崎
三崎（みさき）は、埼玉県さいたま市浦和区の大字。郵便番号は330-0041。

### 地理
さいたま市浦和区の北部、芝川と南端に見沼代用水西縁が流れる間の沖積平野に位置する。木崎の北側であり、見沼田んぼに含まれる。整地された農地となっている。

#### 河川
- 芝川
- 皇山川（準用河川）
- 山崎排水路

### 歴史
- 1954年（昭和29年） - 片柳村大字上山口新田の一部が浦和市に編入される。浦和市大字上山口新田が成立する[14]。
- 1958年（昭和33年） - 大宮市大字上山口新田の一部が浦和市大字上山口新田に編入される[14]、現在の三崎の東側に長方形の上山口新田地区があった。
- 1979年（昭和54年）3月31日 - 大浦土地改良事業完了により、大字三室・大字下木崎の各一部および大字上山口新田から大字三崎が成立[11]。
- 2001年（平成13年）5月1日 - 浦和市・大宮市・与野市が合併し、さいたま市が発足。同市の大字となる。
- 2003年（平成15年）4月1日 - さいたま市が政令指定都市に移行し、同市浦和区の大字となる。

#### 地名の由来
大部分が大字三室と大字下木崎から成立していたため、三室の「三」と下木崎の「崎」を合成して三崎とした。

### 小・中学校の学区
市立小・中学校に通う場合、学区（校区）は以下のとおりとなる。
| 区域 | 小学校                 | 中学校                 |
| ---- | ---------------------- | ---------------------- |
| 全域 | さいたま市立木崎小学校 | さいたま市立木崎中学校 |

### 交通
地域内に鉄道は敷設されていない。
- 埼玉県道1号さいたま川口線（第二産業道路）
- 埼玉県道65号さいたま幸手線

### 施設
- 皇山川排水機場・皇山川樋管
- 三崎中継ポンプ場
- 三崎公園